# Bahus-Soubiran
Bahus-Soubiran är en kommun i departementet Landes i regionen Nouvelle-Aquitaine i sydvästra Frankrike. Kommunen ligger i kantonen Aire-sur-l'Adour som tillhör arrondissementet Mont-de-Marsan. År 2022 hade Bahus-Soubiran 393 invånare.

## Befolkningsutveckling
Antalet invånare i kommunen Bahus-Soubiran
Referens:INSEE